# Compton, West Sussex
Compton är en ort och civil parish i Storbritannien.   Den ligger i grevskapet West Sussex och riksdelen England, i den södra delen av landet, 80 km sydväst om huvudstaden London. Compton ligger 78 meter över havet och antalet invånare är 386.
Terrängen runt Compton är huvudsakligen platt, men åt nordost är den kuperad. Terrängen runt Compton sluttar söderut. Runt Compton är det ganska tätbefolkat, med 134 invånare per kvadratkilometer. Närmaste större samhälle är Portsmouth, 19,7 km sydväst om Compton. Trakten runt Compton består till största delen av jordbruksmark.